# 吉利戈马尔克
吉利戈马尔克（法語：Guilligomarc'h）是法国菲尼斯泰尔省的一个市镇，属于坎佩尔区（Quimper）阿尔藏奥县（Arzano）。该市镇总面积22.75平方公里，2009年时的人口为694人。

## 人口
吉利戈马尔克人口变化图示